# 한국평가데이터
한국평가데이터(Korea Rating & Data, KoDATA)는 대한민국의 기업신용평가기관이다. 본사는 서울특별시 영등포구 의사당대로 21, 코데이터 빌딩에 위치해 있다.

## 역사
2005년 2월에 정책금융기관과 시중은행의 출자로 설립되었다.

## 업무
- 기업정보 조회 및 신용·기술평가
- ESG 평가
- 솔루션 제공
- 데이터 플랫폼 구축
- 글로벌 기업정보 서비스

## 논란
영업부서장이 중소기업과 신용등급을 상향해 주는 조건으로 고액의 수수료를 받는 방식으로 사전 약정을 맺고 신용등급 조작하고 기술 자격증을 무단 도용해 기술금융 대상 기업의 평가를 부당하게 상향 조정하였다